# Marsha Fitzalan
Marsha Fitzalan született Lady Marcia Mary Josephine Fitzalan-Howard (Bonn, Nyugat-Németország, 1953. március 10. –) angol arisztokrata hölgy, filmszínésznő.

## Élete

### Származása, családja
Lady Marcia Fitzalan-Howard édesapja Miles Fitzalan-Howard (1915–2002) volt, Norfolk 17. hercege, édesanyja Anne Constable-Maxwell (1927–2013). Öt gyermekük volt, Marcia három leány sorában legifjabbként született. Keresztnevét egyik anyai dédanyja, Marcia Vavasour (1816–1883) után kapta, aki William Constable-Maxwell, Lord Harries felesége volt. Az ifjú Lady Marcia a woldinghami Szent Szív zárda iskolájába (Convent of the Sacred Heart) járt, Surrey grófságban, majd a londoni Webber Douglas Academy of Dramatic Art színművészeti főiskolán tanult.
Idősebb nővére, Lady Carina Fitzalan-Howard (1952) 1983-ban feleségül ment Sir David Frost (1939–2013) médiaszemélyiséghez, aki 1982-ben vált el első feleségétől, Lynne Frederick (1954–1994) angol színésznőtől.
Másik nővére Lady Tessa Mary Isabel Fitzalan-Howard (1950), Balfour 5. grófjának felesége. Leánya, Marcia egyik unokahúga Lady Kinvara Balfour (1975) újságíró, drámaíró, színésznő.
Öccse, a család legidősebb fiúgyermeke Edward William Fitzalan-Howard (1956), születésétől Arundel grófja, 2002-től (apjuk halála óta) Norfolk 18. hercege.

### Színészi pályája
Tévéfilmekben és televíziós sorozatokban szerepelt, Marsha Fitzalan művésznéven, igen változatos karaktereket megformálva. Kiemelkedő sikert aratott a The New Statesman politikai vígjáték-sorozatban (1987), ahol a Rik Mayall által játszott becsvágyó és törtető Alan B’Stard képviselő hasonlóan nagyratörő feleségét, Sarah B’Stard-öt alakította. Szerepelt további népszerű brit tévésorozatban, így pl. az Upstairs, Downstairs-ben (1971), a The Professionals-ben (1980) és a Nancy Astor-ban (1982).
Szerepelt két – részben fikciós – életrajzi filmben, melyeket Ian Fleming író regényes életéről és pályafutásáról készítettek: Don Boyd 1989-es Egy titkos ügynök magánélete (Goldeneye) című tévéfilmjében, Charles Dance-szel a címszerepben, és Ferdinand Fairfax rendező 1990-es Ian Fleming titkos élete (Spymaker: The Secret Life of Ian Fleming) című filmjében, ahol Fleminget Jason Connery, Sean Connery fia alakította. A két filmben Fitzalan két különböző nőt alakított, akik Fleming életére hatással voltak.  
Játszott a Murder Most Horrid c. krimisorozatban, az Under the Hammer c. vígjátki sorozatban (1993), a Rosamunde Pilcher regényéből készült 2003-as Téli napforduló c. filmdrámában, és az Agatha Christie: Poirot-sorozat Nyaraló gyilkosok (Evil Under the Sun) c. részében (2004). Kikapós asszonykát alakított a Kisvárosi gyilkosságok egyik epizódjában (2000).
Klasszikussá vált sikerfilmekben is kapott szerepeket, így Oliver Parker rendező két Oscar Wilde-adaptációjában, az 1999-es Eszményi férj-ben és a 2002-es Bunbury, avagy jó, ha szilárd az ember-ben, Colin Firth és Rupert Everett oldalán, továbbá Szabó István 2004-es Csodálatos Júliájában, Annette Bening mellett.
2014-ben a Westminster-palotában ő helyettesítette II. Erzsébet királynőt, a parlament megnyitása és az uralkodói beszéd főpróbája során, amelyet saját öccse, Edward William Fitzalan-Howard ceremóniamesterként irányított.

### Magánélete
Fitzalan kétszer ment férjhez. Első házasságát 1977. július 4-én Patrick Ryecart (1952) színész-komikussal kötötte, akivel a Webber Douglas színiakadémián ismerkedett meg. Három gyermekük született, Mariella Celia (1982), Jemima Carrie (1984) és Frederick William Hamlet (1987). A házasfelek 1995-ben elváltak.
2007-ben Fitzalan feleségül ment gyermekkori iskolás társához, Nicholas „Nick” George befektetési alapkezelőhöz. Oxfordshire grófságban, Hambledon községben laknak.

## Fontosabb filmszerepei
- 2011: Az én kis családom (My Family), tévésorozat; Mary Maddox
- 2009: Világvándor (The Philanthropist), tévésorozat; egyleti főnöknő
- 2006: Titkok kertjei (Rosemary & Thyme), tévésorozat; Geraldine Illingworth
- 2004: Csodálatos Júlia (Being Julia); Florence
- 2003: Álom és szerelem (Rosamunde Pilcher); Didi Marchmont
- 2003: Téli napforduló (Winter Solstice), tévéfilm; Didi Marchmont
- 2003: VIII. Henrik (Henry VIII), tévésorozat; Elizabeth Stafford, Norfolk hercegnéje
- 2002: Bunbury, avagy jó, ha szilárd az ember (The Importance of Being Earnest); főrendi özvegyasszony
- 2001: Agatha Christie: Poirot, tévésorozat Nyaraló gyilkosok (Evil Under the Sun) c. rész; Rosamund Darnley
- 2000: Ilyen lány kell nekem! (Take a Girl Like You), tévé-minisorozat; Lady Dot Edgerstone
- 2000: Kisvárosi gyilkosságok (Midsomer Murders), Az ítélet napja (Judgement Day) c. epizód; Laura Brierly
- 1999: Az elveszett fiú (The Lost Son); Mrs. Carlton
- 1999: Eszményi férj (An Ideal Husband); grófnő
- 1998: Ruth Rendell Mysteries, tévésorozat; Clara
- 1997: A legközelebbi rokon (Next of Kin), tévésorozat; Caroline
- 1994: Under the Hammer, tévésorozat; Camilla Mounsey
- 1993: Befogott pávák (Harnessing Peacocks), tévéfilm; Alison Duff
- 1987-1992: The New Statesman, tévé-vígjátéksorozat; 21 epizódban; Mrs. Sarah B’Stard
- 1991: Dark Season; tévésorozat; Behemót hangja
- 1991: Murder Most Horrid, tévésorozat; Lydia barátnője
- 1990: Ian Fleming titkos élete (Spymaker: The Secret Life of Ian Fleming), tévéfilm; Miss Delaney
- 1989: Egy titkos ügynök magánélete (Goldeneye), tévéfilm; Miss Loelia
- 1988: Egy marék por (A Handful of Dust); Polly Cockpurse
- 1986: Paradise Postponed, tévé-minisorozat; Jennifer
- 1986: Inside Story, tévé-minisorozat; Debbie Cartwright
- 1985: Me and My Girl, tévésorozat; Sarah
- 1985: Anna Karenina, tévéfilm; Lady
- 1983: Tévedések vígjátéka (The Comedy of Errors), tévéfilm; Luce (Lucia)
- 1979-1983: Shelley, tévésorozat; Abbi
- 1983: By the Sword Divided, tévésorozat; Henrietta Mária angol királyné
- 1982: Nancy Astor, tévé-minisorozat; Wissie Astor
- 1981: Pygmalion, tévéfilm; Clara Eynsford-Hill
- 1975-1981: Angels, tévésorozat; Lucy Baker
- 1980: The Professionals, tévésorozat; Jennifer Black
- 1980: Büszkeség és balítélet (Pride and Prejudice), tévé-minisorozat; Miss Caroline Bingley
- 1979: Dick Barton: Special Agent, tévésorozat; Amanda Aston
- 1978: A nagy vágta (International Velvet); brit lovasnő
- 1977: The Duchess of Duke Street, tévésorozat; Lady Victoria
- 1975: Upstairs, Downstairs, tévésorozat; vendég